# Hnutí za dobrovolné vyhynutí lidstva

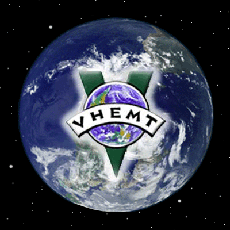
Logo VHEMT

Hnutí za dobrovolné vyhynutí lidstva (Voluntary Human Extinction Movement, VHEMT) je environmentalistické hnutí, které požaduje, aby se lidé zdrželi rozmnožování, a tím způsobili postupné vyhynutí lidstva. Podle názoru skupiny to má především zabránit zhoršování stavu životního prostředí. Vymírání mimolidských druhů a nedostatek zdrojů jsou skupinou často citovány jako důkazy škod způsobených přemnožením člověka.
VHEMT bylo založeno v roce 1991 americkým aktivistou Lesem U. Knightem, který se od 70. let 20. století angažoval v environmentalistickém hnutí a ze svých zkušeností vyvodil, že nejlepším řešením problémů s životním prostředím je vyhynutí lidstva. Hnutí provozuje webové stránky, vydává zpravodaj (newsletter) a prezentuje se skrze média. Většina komentátorů považuje jeho hlavní myšlenku za nepřijatelně extrémní a „dobrovolně“ nesplnitelnou.